# Gerard Louis Frey
Gerard Louis Frey (Nueva Orleans, Luisiana, Estados Unidos; 10 de mayo de 1914 - Lafayette, Luisiana; 16 de agosto de 2007) fue el obispo católico de Lafayette.

## Biografía
Gerard Louis Frey fue ordenado sacerdote el 2 de abril de 1938 en su ciudad natal de Nueva Orleans. Después de diversas actividades en el cuidado pastoral y en cargos administrativos, Frey fue nombrado obispo de Savannah, Georgia por el Papa Pablo VI. El arzobispo de Nueva Orleans, Philip Hannan, le otorgó su consagración episcopal el 8 de agosto de 1967. Los coconsagrantes fueron el obispo de Alejandría, Charles Pasquale Greco, y el obispo de Baton Rouge, Robert Emmet Tracy.
El 7 de noviembre de 1972 Frey fue nombrado obispo de Lafayette y el 7 de enero del año siguiente él fue introducido en el cargo. El 13 de mayo de 1989, el Papa Juan Pablo II aceptó su solicitud de retiro por motivos de edad.
Gerard Louis Frey aseguró la reorganización integral de la diócesis de Lafayette, pero también fue responsabilizado por el escándalo que rodeó al padre Gilbert Gauthe, quien fue condenado por abuso sexual infantil; la diócesis tuvo que liquidar por ello más de 20 millones de dólares en honorarios legales.
Murió por causas naturales después de una larga enfermedad a los 93 años.